# Sân bay Krasnoyarsk Cheremshanka
Sân bay Krasnoyarsk Cheremshanka (tiếng Nga: Красноярский аэропорт Черемшанка) là một sân bay nội địa ở Krasnoyarsk Krai, nằm 23 km về phía tây bắc của Krasnoyarsk. Sân bay Krasnoyarsk Cheremshanka là một trong những sân bay lớn tại thành phố Krasnojarsk. Được xây dựng từ năm 1988, nhà ga sân bay thiết kế có sức chứa 400 hành khách. 
Sân bay chủ yếu phục vụ các tuyến bay nội địa và vận chuyển công nhân làm việc tại giàn khoan Vankor và Nhà máy thủy điện Boguchanskaya. 
Từ năm 1982 nó còn là cơ sở của một đội máy bay trực thăng của dân phòng, với các máy bay Mil Mi-6 và Mil Mi-8. Bên cạnh đó dân phòng và sử dụng quân sự, sân bay được sử dụng cho các chuyến bay hành khách giao thông dân sự với các máy bay Antonov An-24 và Antonov An-26. Đây là trung tâm của hãng hàng không Katekavia. Sân bay thực tế tiếp giáp về phía đông sân bay quốc tế của thành phố, sân bay Yemelyanovo. Hai sân bay nằm cách nhau trong vòng 2 dặm.

## Hỏa hoạn
Ngày 19 tháng 12 năm 2011 một ngọn lửa đã bùng lên tại sân bay Cheremshanka đó đã phá hủy nhà ga và tháp điều khiển không lưu. Không có thương vong nào được báo cáo. Khoảng 100 nhân viên cứu hỏa và 38 xe chữa cháy đã được huy động tham gia chữa cháy. Ngọn lửa được dập tắt bốn tiếng sau khi thiêu rụi vùng diện tích 3.000 mét vuông. 
Không có báo cáo thương vong. Nguyên nhân vụ cháy được phỏng đoán là do chập điện. Nhà chức trách vẫn đang điều tra vụ việc.